# Cingilia immacularia
Cingilia immacularia är en fjärilsart som beskrevs av Louis W. Swett 1914. Cingilia immacularia ingår i släktet Cingilia och familjen mätare. Inga underarter finns listade i Catalogue of Life.